# Otto Urban
Otto Urban (9. prosince 1938, Bílovec – 7. května 1996, Opava) byl český historik, který se zabýval především českými dějinami 19. století.

## Životopis
Po maturitě na gymnáziu v roce 1955 začal studovat na Univerzitě Karlově v Praze. V roce 1960 ukončil studium historie obhajobou diplomové práce o českém politikovi Bohumíru Šmeralovi. Od roku 1964 působil na Filozofické fakultě Univerzity Karlovy. Po roce 1968 mu bylo zrušeno členství v KSČ, přesto mohl (byť velmi omezeně) dále působit na Univerzitě Karlově. V této době začal intenzivní přípravu na velkou syntézu české společnosti 19. století Kapitalismus a česká společnost (1978). Vrcholem jeho historické práce je kniha Česká společnost 1848–1918 (1982), která byla oceněna cenou Českého literárního fondu, cenou Rakouské akademie věd, tzv. Anton-Gindely-Preis (1990) a v roce 1994 se v rozšířené podobě dočkala překladu do němčiny. V roce 1989 se Otto Urban habilitoval a v roce 1991 byl jmenován profesorem.
Hrob prof. Otto Urbana je na hřbitově vedle kostela sv. Petra a Pavla na Budči.

## Publikace
- Kapitalismus a česká společnost. K otázkám formování české společnosti v 19. století. Praha : Svoboda, 1978. 378 s. 2. vyd. Praha : Nakladatelství Lidové noviny, 2003. 323 s. ISBN 80-7106-500-5.
- Česká společnost 1848–1918. Praha : Svoboda, 1982. 690 s.
- Vzpomínka na Hradec Králové. Drama roku 1866. Praha : Panorama, 1986.
- Kroměřížský sněm 1848–1849. Praha : Melantrich, 1988. 40 s. 2. vyd. Praha : Argo, 1998. 109 s. ISBN 80-7203-190-2.
- František Josef I. Praha : Mladá Fronta, 1991. 318 s. ISBN 80-204-0173-3. 2. vyd. Praha : Argo, 1999. 297 s. 80-7203-203-8.
- České a slovenské dějiny do roku 1918. Praha : Svoboda, 1991. 263 s. ISBN 80-205-0193-2. 2. vyd. Praha : Aleš Skřivan ml., 2000. 288 s. ISBN 80-902261-5-9